# Henriett Seth F.

Henriett Seth F., Palazzo Vescovile, Szombathely, 2025

Henriett Seth F., pseudonimo di Henrietta Fajcsák (27 ottobre 1980), è una pittrice ungherese.

## Televisione
- Rain Girl, MTV
- Equatore - Esemplare, ATV